# Kris Badd
Christian Eone Tjade dit Kris Badd est un auteur-compositeur-interprète, danseur et acteur français d'origine camerounaise, né le 24 janvier 1977 à Paris. 

## Biographie
Bercé au son de Michael Jackson, dont il interprète les chansons dès l’adolescence, Kris est découvert au Cameroun lors de l’émission télévisée Délire animée par Foly Dirane. 
Inspiré par son idole, il se penche pour le même style musical, fusionnant pop, rock, soul, funk, dance, et world music. L’influence de quelques autres artistes locaux, notamment Manu Dibango, Elvis Kemayo, Georges Seba, Ekambi Brillant et le groupe Star System, le guide  à incorporer des instruments africains, et créer son propre style musical. Il le nomme Hip Hop Makossa. 
En 1998, Kris Badd sort son premier album intitulé Action produit par Nkembe Pesauk, dont Zeben  (part 1) est l’extrait. Il crée sa propre structure artistique KB Association Production (KBAP) en 2000, sort un 2e album Za'ane en 2002 (coproduit par Zomloa Recordz) dont le single NO SIDA réalisé par D.J. Bilik, avec le soutien de la Banque mondiale, ONUSIDA, Synergies Africaines et l’UNESCO, connait un énorme succès, le single se vendra à 50 000 exemplaires. Grâce à NO SIDA, il participe à une grande campagne de sensibilisation, étape marquée par une large couverture médiatique nationale et internationale, et une grande tournée CARAVANE NO SIDA,, dans les 10 régions du Cameroun.
En 2002, Kris Badd incarne le rôle principal dans un court métrage intitulé Par Ignorance réalisé par Hervé Harding Guiffo. Le film reçoit en 2003 le 1er prix du Festival international Yaoundé Tout Court au Cameroun. En 2005, il participe au film franco-camerounais Les Saignantes du réalisateur Jean-Pierre Bekolo, qui reçoit l’Étalon d’Argent et le Prix de la Meilleure Actrice au Festival panafricain du cinéma de Ouagadougou (FESPACO) en 2007. 
2007 est l’année de création d’un nouveau concept musical le Hip Hop Makossa dont le single est enregistré à Paris, pour Linedreams Production. 
Engagé dans de nombreuses actions sociales et culturelles, Kris Badd partage son expérience artistique en donnant des ateliers de chant et de danse pour la Mairie de Paris, à des enfants d’écoles élémentaire et primaire en France. 
Cinq ans après son dernier opus, il revient sur la scène internationale en 2012 avec Zeben (part 2) en featuring avec M’Tiss. 
Le 8 mars 2013, date marquant la Journée internationale de la femme, Kris Badd sort EMRD (Elle Me Rend Dingue), single extrait de son troisième album.

## Discographie
- 1998 : Action (Produit par Nkembe Pesauk)
- 2002 : Za'ane En collaboration avec DJ Bilik produit par Zomloa Recordz et la KB Association Production (KBAP)
- 2003 : Lancement du single No SIDA réalisé par D.J. Bilik avec le soutien de la Banque mondiale, ONUSIDA, Synergies Africaines, et l’UNESCO.
- 2007 : Single Hip Hop Makossa enregistré pour Linedreams Production.
- 2012 : Single Zeben (part 2) en collaboration avec le rappeur M’Tiss.
- 2013 : Single Emrd (Elle Me Rend Dingue)

## Vidéographie
- 1998 : Zeben extrait du premier album Action
- 2002 : No Sida extrait du deuxième album Za'ane
- 2004 : Za'ane  réalisé par Bassek Ba Kobhio pour Terres Africaines
- 2005 : Voguel Ma (album Za'ane)
- 2006 : U Got To Bb (album Za'ane)
- 2008 : Hip Hop Makossa
- 2012 : Zeben (part 2)

## Filmographie
- 2002 : Par Ignorance court-métrage réalisé par Hervé Harding Guiffo. Ce film reçoit en 2003 le 1er prix du festival international ‘YAOUNDE TOUT COURT’ au Cameroun.

- 2005 : Les Saignantes du réalisateur  Jean-Pierre Bekolo, Étalon d’Argent et Prix de la Meilleure Actrice au Festival panafricain du cinéma de Ouagadougou (FESPACO 2007).